# Tillandsia andicola
Tillandsia andicola är en gräsväxtart som beskrevs av John Gillies och John Gilbert Baker. Tillandsia andicola ingår i släktet Tillandsia och familjen Bromeliaceae. Inga underarter finns listade i Catalogue of Life.